# Margaret Mitchell
Margaret Munnerlyn Mitchell (8/11/1900 - 16/8/1949) là một tiểu thuyết gia người Mĩ. Bà đã nhận được giải Pulitzer cho tác phẩm hư cấu vào năm 1937 nhờ quyển tiểu thuyết cực kỳ thành công Cuốn Theo Chiều Gió (Gone with the Wind), xuất bản năm 1936. Quyển tiểu thuyết này là một trong những cuốn sách phổ biến nhất mọi thời đại và đã bán được hơn 28 triệu bản. Bộ phim Cuốn Theo Chiều Gió, khởi chiếu năm 1939, đã trở thành tác phẩm có doanh thu cao nhất trong lịch sử Hollywood và đạt một con số kỷ lục về số giải Oscar nhận được.

## Cuộc sống
Margaret Mitchell ra đời ở Atlanta, Georgia (Hoa Kỳ), là con của Eugene Mitchell và Mary Isabelle. Bà có một người anh trai tên Stephens và lớn hơn bà bốn tuổi. Tuổi thơ của bà đã chịu ảnh hưởng từ những người cựu chiến binh của cuộc Nội chiến Mỹ và từ những người họ hàng bên họ ngoại của mình. Đôi khi người ta biết đến bà với cái tên Peggy.
Sau khi tốt nghiệp trường Whasington Seminary (hiện nay là Westminster Schools), bà đã học tại trường đại học Smith nhưng nghỉ học ngay sau kỳ kiểm tra cuối khóa năm 1918. Bà trở về Atlanta để trông nom mọi việc sau khi mẹ của bà qua đời vào đầu năm vì đại dịch cúm Tây Ban Nha 1918 (và cái chết của mẹ Scarlett vì bệnh thương hàn trong truyện cũng bắt nguồn từ việc này)
Mitchell kết hôn với Red Upshaw vào năm 1922, nhưng ly dị sau đó khi bà biết ông ta là một người buôn rượu lậu. Sau đó bà kết hôn với một người bạn của Upshaw là John Marsh vào ngày 4/7 năm 1925. Marsh chính là người phù rể cho đám cưới của bà với Upshaw và một số người còn nói rằng cả hai người này đã theo đuổi bà cùng lúc vào năm 1921 và 1922, nhưng Upshaw đã đưa ra lời cầu hôn trước.

## Nghề nghiệp
Từ 1922 tới 1926, Mitchell đã viết rất nhiều bài báo, một số bài bình luận và thực hiện các cuộc phỏng vấn. Trong số đó có cuộc phỏng vấn ngôi sao phim câm Rudolph Valentino, hay như cuộc phỏng vấn về một người tù Georgia làm những bông hoa giả và bán chúng từ phòng giam của mình để chu cấp cho gia đình.
Bà cũng viết tiểu sử về một số vị tướng quan trọng của Georgia trong cuộc Nội chiến. Cuốn tiểu sử đầu tiên trở nên rất phổ biến ở Atlanta, vì thế các biên tập viên đã yêu cầu bà viết thêm nhiều cuốn như thế nữa. Một số học giả tin rằng việc nghiên cứu tiểu sử về những người này đã thúc đẩy bà viết nên quyển Cuốn Theo Chiều Gió.
Tính cách của bà cộng thêm khả năng khắc họa sâu sắc tính cách nhân vật đã làm cho quyển Cuốn Theo Chiều Gió trở thành một trong những quyển tiểu thuyết được dịch ra nhiều thứ ngôn ngữ nhất trong lịch sử. Mặc dù bà biến mình như một người kể chuyện trung lập nhưng ta vẫn có thể thấy tính cách của bà xuất hiện khá rõ trong truyện.

## Cuốn Theo Chiều Gió
Nhiều người nói rằng Mitchell đã bắt đầu viết Cuốn Theo Chiều Gió khi đang nằm trên giường bệnh vì bị bể mắt cá chân. Chồng bà, John Marsh, đem về nhà những cuốn sách lịch sử từ thư viện để bà giải khuây khi đang hồi phục. Sau khi bà đã đọc gần hết những cuốn sách lịch sử của thư viện, chồng bà nói:"Peggy, nếu em muốn một cuốn sách khác, tại sao em lại không tự viết một cuốn cho riêng mình?". Bà đã sử dụng kiến thức về cuộc Nội chiến và những khoảnh khắc kịch tính của cuộc đời bà để viết nên quyển tiểu thuyết tuyệt vời này bằng chiếc máy đánh chữ hiệu Remington. Lúc đầu bà gọi nhân vật nữ chính là "Pansy O'Hara", và "Tara" là "Fontenoy Hall". Bà cũng cân nhắc tới hai cái tên cho quyển tiểu thuyết là Tote The Weary Load hoặc Tomorrow Is Another Day.
Mitchell chỉ viết cho sự tiêu khiển của chính mình, với sự giúp sức của chồng bà và bà giữ cuốn tiểu thuyết đó bí mật với cả bạn bè của mình. Bà giấu những trang viết của mình dưới khăn tắm, phòng để đồ, che dưới trường kỷ và thậm chí dưới giường ngủ. Chương cuối cùng được viết trước tiên, và bà viết các chương còn lại một cách ngẫu nhiên không theo thứ tự. Chồng bà thường xuyên chỉnh sửa bản thảo đang ngày càng hoàn thiện để giữ cho bà tiếp tục. Vào năm 1929, khi mắt cá chân của bà đã hồi phục, phần lớn quyển sách đã được viết xong và bà cũng mất đi niềm say mê để hoàn thành tác phẩm văn chương của mình.
Mặc dù Mitchell vẫn thường nói các nhân vật trong Cuốn Theo Chiều Gió của bà không dựa trên bất cứ con người thực nào, những nhà nghiên cứu gần đây đã tìm thấy những điểm tương đồng với những người trong cuộc sống của bà, những người mà bà biết hoặc từng nghe nói tới.

## Sự xuất bản

Mitchell chỉ sống như một nữ nhà báo bình thường ở Atlanta cho đến khi một người của nhà xuất bản Macmillan là Howard Latham ghé qua Atlanta vào năm 1935. Latham đang đi tìm một cây bút triển vọng ở Miền Nam, và một người bạn của Mitchell, vốn làm việc cho Latham, đã nhờ bà dẫn ông ta đi tham quan Atlanta. Latham rất chú ý tới Mitchell và hỏi bà liệu có từng viết một cuốn sách nào không. Mitchell ngập ngừng. Latham đã cầu xin bà: "Nếu bà đã từng viết một cuốn sách, vui lòng cho tôi xem trước tiên". Cuối ngày hôm đó, một người bạn của Mitchell khi nghe được đoạn đối thoại này đã cười phá lên: "Tưởng tượng xem, một người ngờ nghệch như Peggy lại viết một cuốn sách". Mitchell đã tức giận khi nghe lời phê bình này và đi về nhà để tìm những phong bì chứa các phần bản thảo rời rạc của bà. Sau đó bà đi tới khách sạn The Georgian Terrace, vừa kịp lúc Latham chuẩn bị rời khỏi Atlanta. "Đây", bà nói, "giữ nó trước khi tôi đổi ý".
Latham đã phải mua thêm một chiếc vali mới để chứa tập bản thảo khổng lồ này. Khi Mitchell về tới nhà, bà đã rất lo lắng về hành động thiếu suy nghĩ của mình và gởi một bức điện tín cho Latham: "Đã đổi ý, gởi trả tập bản thảo". Nhưng Latham đã đọc đủ để nhận ra đây sẽ là một trái bom tấn. Ông ta đã viết một bức thư cho bà và nói về sự thành công tiềm tàng của tác phẩm này. MacMillan gởi một tấm chi phiếu để khuyến khích bà hoàn thành cuốn tiểu thuyết này-bà vẫn chưa viết xong chương đầu tiên.. Bà đã hoàn thành tác phẩm của mình vào tháng 3.1936.
Cuốn Theo Chiều Gió được xuất bản vào ngày 30.6.1936